# Округ Меномини (Мичиген)
Округ Меномини (енгл. Menominee County) је округ у америчкој савезној држави Мичиген.

## Демографија
По попису из 2010. године број становника је 24.029, што је 1.297 (-5,1%) становника мање него 2000. године.
| Група             | 2000.          | 2010.          |
| Белци             | 24.270 (95,8%) | 22.715 (94,5%) |
| Афроамериканци    | 25 (0,1%)      | 72 (0,3%)      |
| Азијати           | 54 (0,2%)      | 70 (0,3%)      |
| Хиспаноамериканци | 190 (0,8%)     | 278 (1,2%)     |
| Укупно            | 25.326         | 24.029         |